# Estadio Olímpico de Riobamba
El estadio Olímpico de Riobamba (oficialmente conocido como estadio Olímpico Fernando Guerrero), es un estadio de fútbol de Ecuador. Está ubicado entre las Avdas. Carlos Zambrano y Unidad Nacional, al norte de la ciudad de Riobamba, es sede deportiva del club Centro Deportivo Olmedo. Su capacidad es para 14 400 espectadores. Fue el primer estadio profesional de fútbol construido en Ecuador.
Fue inaugurado el 14 de marzo de 1926 (anteriormente conocido como Primer Estadio Olímpico Municipal) 47 años después el estadio Olímpico Municipal cambió de su nombre al actual estadio Olímpico "Ciudad de Riobamba" que fue remodelada, reconstruida y reinaugurada el 10 de noviembre de 1973. Hasta el 10 de noviembre de 1973, el estadio Olímpico Municipal fue de propiedad del Ilustre Municipio de Riobamba, fecha en la cual fue donado a la Federación Deportiva de Chimborazo a través de escritura pública suscrita por el Dr. Fernando Guerrero Guerrero, Exalcalde de la ciudad y expresidente de la Matriz Deportiva Provincial Amateur, y por otra Celso Augusto Rodríguez, en calidad de Exvicepresidente de la Institución favorecida. 22 años después la nueva ampliación del Estadio Olímpico "Ciudad de Riobamba" fue remodelada, restaurada, reconstruida, ampliada y reinaugurada el 4 de agosto de 1995.
Este estadio fue una de las sedes del Campeonato Mundial Sub-17 Ecuador 1995, y se disputaron allí partidos entre Nigeria, Catar, Australia y España.
En 2001 con apariencia renovada, en este estadio allí se jugaron cuatro partidos de la primera ronda del Campeonato Sudamericano Sub-20 Ecuador 2001: entre Ecuador (país anfitrión), Venezuela, Perú, Paraguay y Brasil.
En 2007 con apariencia renovada, También en este estadio allí se jugaron cuatro partidos de la primera ronda del Campeonato Sudamericano Sub-17 Ecuador 2007: entre Ecuador (como anfitrión), Bolivia, Brasil, Perú y Chile.
En 2011, también en este estadio se jugaron dos partidos de la primera ronda del Campeonato Sudamericano Sub-17 Ecuador 2011, entre las selecciones de Argentina, Uruguay, Perú, Bolivia y Ecuador (como anfitrión) descansó para la fecha 3 del torneo en este escenario.
Acerca de competencias deportivas, este estadio acogió a nivel nacional, fue sede de la I Olimpiada Nacional Riobamba 1926.
El estadio también desempeña un importante papel en el fútbol local, ya que los clubes riobambeños como el Olmedo, Atlético Riobamba, River Plate de Riobamba, Deportivo Chimborazo, Atlético de Riobamba, Star Club, Atlético San Pedro, Riobamba Fútbol Club, Riobamba Sporting Club, Deportivo Marañón, Deportivo Olímpico y Fundación Corozao Fútbol Club hacían y/o hacen de locales en este escenario deportivo.
Asimismo, este estadio es sede de distintos eventos deportivos a niveles provincial y local, así como es escenario para varios eventos de tipo cultural, especialmente conciertos musicales (que también se realizan en el Coliseo Teodoro Gallegos Borja y en la Plaza de Toros Raúl Dávalos de Riobamba).

## Historia
El Estadio Olímpico, hoy Estadio Olímpico de Federación Deportiva de Chimborazo, se apertura desde el 14 de marzo de 1926, con la inauguración de la I Olimpiada Nacional del Ecuador, competencias que se extendieron por ocho días con la participación de Azuay, Pichincha, León (Cotopaxi), Tungurahua, Imbabura y Chimborazo, en las disciplinas de Atletismo, Fútbol, Polo, Tenis de Campo, Ciclismo, Baloncesto, Pelota Nacional y Tiro; y como exhibición Esgrima y Boxeo.
La construcción de este escenario en los predios de la quinta “La Concepción” estuvo a cargo del Municipio, ejecutándose en apenas cinco semanas por 500 hombres que laboraron las 24 horas del día, según los planos del Ing. José Melián, profesional que pertenecía al equipo de constructores de la Asociación de Banqueros de Chimborazo, con la colaboración técnica de los hermanos Natale y Lucas Tormen de nacionalidad italiana y radicados en Riobamba. La construcción de la pista atlética estuvo a cargo de Arcesio y Alfredo Altamirano.
El estadio era un cerramiento circular con tapial de adobe, pista atlética de tierra con alambrada alrededor que la separaba del sector del público con una pasamería de madera tipo hipódromo y la cancha de fútbol. La única obra civil estaba representada por la arquitectónica tribuna de corte italiano con graderíos de madera y cubierta de zinc, amplias gradas de acceso, un corredor que servía como palco oficial y un amplio pasillo a la entrada del escenario. La falta de dinero y el problema económico que sufrió la sociedad banquera de Chimborazo, causó molestias para que no se terminen todos los trabajos en la tribuna.

### Sinopsis de la remodelación
El 11 de noviembre de 1946, con la realización del VI Campeonato Nacional de Fútbol por gestión de Teodoro Gallegos Borja, presidente de la Matriz del Deporte Amateur, se amplía el aforo con graderíos de piedra tallada en las generales;
El 15 de octubre de 1960, el Municipio de Riobamba a través de su Alcalde Ing. Bolívar Chiriboga Baquero, entrega en comodato el Estadio Olímpico por un periodo de diez años a la Federación Deportiva de Chimborazo, presidida por Gustavo Ricaurte Moreano;
El 10 de noviembre de 1973, el Estadio Olímpico Municipal pasa a ser en forma definitiva administrado por la Rectora del Deporte Provincial, cuando presidente del ente Federativo y Alcalde de la ciudad el Dr. Fernando Guerrero Guerrero, por pedido del vicepresidente de F. D. Ch., Celso Augusto Rodríguez Espinoza;
El 21 de julio de 1980, en la administración del Dr. Ángel Martínez Luna se inicia el derrocamiento de la histórica y arquitectónica tribuna;
El 18 de agosto de 1980, se iniciaron los trabajos de construcción de una nueva tribuna por parte de la DINADER en un plazo no mayor de ocho meses, hecho que nunca se cumplió por parte de la Institución Gubernamental;
El 9 de julio de 1983, la visera de planchas de asbesto colocada en la tribuna a medio construir se desploma al piso por deficiencias en el cálculo estructural, "desgracia con felicidad" al no existir pérdidas personales cuando al día siguiente había programación futbolística;
Del 4 al 9 de agosto de 1995, siendo Guillermo Viteri Guevara, presidente de F. D. Ch., se concede a Riobamba una subsede del Campeonato Mundial de Fútbol Sub-17, grupo “C”, integrado por Nigeria, Australia, España y Catar, motivo por el cual la tribuna del escenario fue remodelada en su totalidad.
El 27 de noviembre de 1998, con la I Olimpiada Provincial de Chimborazo, se inaugura la iluminación artificial para programaciones futbolísticas nocturnas, así como también obras complementarias como la Residencia y Comedor deportivos construidos aprovechando al máximo todos los espacios existentes al interior de la tribuna, bajo la administración del Dr. Fabián Falconí Baquero;
El 7 de febrero de 2004, el Crnl. Lucio Gutiérrez Borbua, Presidente Constitucional de la República del Ecuador, inaugura oficialmente la pista sintética con la realización del Campeonato Intercolegial de Atletismo. Administración del ente Federativo del Ing. Nelson Serrano Vicuña.
En la actual administración del Ing. José Moreano Díaz, se realizó el mantenimiento de las torres de iluminación, complementariamente al trabajo de adecentamiento y adecuación de las diferentes instalaciones, al ser el principal escenario del C. D. Olmedo, en el Campeonato Ecuatoriano de Fútbol Profesional 2012. Se pretende el estadio para usarlo en la Copa América 2024, para eso podría aumentarse el aforo y la instalación de un marcador electrónico.
El estadio Olímpico de Federación Deportiva de Chimborazo, ubicado al norte de la ciudad, cuenta con la cancha oficial de fútbol; pista atlética de material sintético; localidades de general, tribuna y palco con un aforo de 19.850 personas; gimnasio para la disciplina de atletismo; cabinas para radio, televisión, para control de luces y marcador; sala vip, de prensa y control antidopaje; bares y boleterías. En las afueras de este escenario se cuenta con el Complejo de Escalada Deportiva; área de calentamiento para atletas en material sintético y parqueadero.

## Partidos en el estadio Olímpico de Riobamba

### Partidos del Mundial Sub-17 Ecuador 1995
Fue sede del Grupo C de la Copa Mundial de Fútbol Sub-17 de 1995 que estaba conformado por Nigeria, Catar, Australia y España.
En el entonces llamado estadio Olímpico "Ciudad de Riobamba" se jugaron los siguientes partidos:
| 4 de agosto de 1995 | Nigeria       | 1:1 (1:1) | Catar      |                                                                      |                                                                      |
|                     | Anyamkygh 36' |           | Ghulam 39' | Asistencia: 20 000 espectadores Árbitro(s): Antonio Marrufo (México) | Asistencia: 20 000 espectadores Árbitro(s): Antonio Marrufo (México) |

| 4 de agosto de 1995 | Australia        | 2:2 (1:0) | España                     |                                                                               |                                                                               |
|                     | Allsopp 16', 73' |           | Duarte 55' (pen) Mista 73' | Asistencia: 20 000 espectadores Árbitro(s): Ramon Ramdham (Trinidad y Tobago) | Asistencia: 20 000 espectadores Árbitro(s): Ramon Ramdham (Trinidad y Tobago) |

| 6 de agosto de 1995 | Nigeria                   | 2:0 (1:0) | Australia |                                                                      |                                                                      |
|                     | Anyamkygh 29' Obiorah 93' |           |           | Asistencia: 10 000 espectadores Árbitro(s): Roger Zambrano (Ecuador) | Asistencia: 10 000 espectadores Árbitro(s): Roger Zambrano (Ecuador) |

| 6 de agosto de 1995 | Catar | 0:1 (0:0) | España     |                                                                         |                                                                         |
|                     |       |           | Ferrón 83' | Asistencia: 10 000 espectadores Árbitro(s): Epifano González (Paraguay) | Asistencia: 10 000 espectadores Árbitro(s): Epifano González (Paraguay) |

| 9 de agosto de 1995 | Catar | 0:3 (0:1) | Australia                         |                                                                        |                                                                        |
|                     |       |           | Kewell 43' (pen) Allsopp 48', 56' | Asistencia: 10 000 espectadores Árbitro(s): Hartmut Strampe (Alemania) | Asistencia: 10 000 espectadores Árbitro(s): Hartmut Strampe (Alemania) |

| 9 de agosto de 1995 | Nigeria                     | 2:1 (0:0) | España     |                                                                          |                                                                          |
|                     | Obiorah 48' Onwuzuruike 84' |           | Duarte 57' | Asistencia: 10 000 espectadores Árbitro(s): Barry Tasker (Nueva Zelanda) | Asistencia: 10 000 espectadores Árbitro(s): Barry Tasker (Nueva Zelanda) |

### Partidos del Sudamericano Sub-20 Ecuador 2001
En el entonces llamado estadio Olímpico "Ciudad de Riobamba" se jugaron los siguientes partidos:
| 13 de enero de 2001 | Ecuador | 0:0 | Venezuela |                                 |  |
|                     |         |     |           | Asistencia: 20 000 espectadores |  |

| 17 de enero de 2001 | Venezuela | 2:3 | Perú |                                 |  |
|                     |           |     |      | Asistencia: 20 000 espectadores |  |

| 17 de enero de 2001 | Ecuador | 1:1 | Paraguay |                                 |  |
|                     |         |     |          | Asistencia: 20 000 espectadores |  |

| 19 de enero de 2001 | Perú | 1:1 | Paraguay |                                 |  |
|                     |      |     |          | Asistencia: 20 000 espectadores |  |

| 19 de enero de 2001 | Brasil | 1:1 | Venezuela |                                 |  |
|                     |        |     |           | Asistencia: 20 000 espectadores |  |

### Partidos del Sudamericano Sub-17 Ecuador 2007
| 4 de marzo de 2007 | Ecuador | 0:1 (0:1) | Bolivia                      |                                                                        |                                                                        |
|                    |         |           | Carlos Eduardo Sabja 45' (p) | Asistencia: 20 000 espectadores Árbitro(s): Gabriel Favale (Argentina) | Asistencia: 20 000 espectadores Árbitro(s): Gabriel Favale (Argentina) |

| 4 de marzo de 2007 | Brasil      | 1:2 (0:1) | Perú                                     |                                                                      |                                                                      |
|                    | Lulinha 51' |           | Reimond Manco 18' Christian La Torre 62' | Asistencia: 20 000 espectadores Árbitro(s): Líber Prudente (Uruguay) | Asistencia: 20 000 espectadores Árbitro(s): Líber Prudente (Uruguay) |

| 6 de marzo de 2007 | Bolivia             | 1:4 (1:1) | Perú                                                                               |                                                                     |                                                                     |
|                    | Fernando Saucedo 9' |           | Reimond Manco 31' Christian La Torre 65' Néstor Duarte 75' Jairo Hernández 90' (p) | Asistencia: 20 000 espectadores Árbitro(s): Denis Duque (Venezuela) | Asistencia: 20 000 espectadores Árbitro(s): Denis Duque (Venezuela) |

| 6 de marzo de 2007 | Ecuador             | 1:0 (0:0) | Chile |                                                                      |                                                                      |
|                    | Rodrigo Puetate 50' |           |       | Asistencia: 20 000 espectadores Árbitro(s): Antonio Arias (Paraguay) | Asistencia: 20 000 espectadores Árbitro(s): Antonio Arias (Paraguay) |

### Partidos del Sudamericano Femenino Ecuador 2010
En el estadio Olímpico de Riobamba se jugaron los siguientes partidos:
| 8 de noviembre de 2010, 17:00 | Chile                            | 3:0 (2:0) | Bolivia |                                         |                                         |
|                               | Lara 8' · Zamora 40' · Araya 55' |           |         | Árbitro(s): Ana Karina Marques (Brasil) | Árbitro(s): Ana Karina Marques (Brasil) |

| 8 de noviembre de 2010, 19:00 | Argentina                     | 2:0 (0:0) | Perú |                                                        |                                                        |
|                               | Eva González 66' · Blanco 70' |           |      | Árbitro(s): Gabriela Lourdes Bandeira Popich (Uruguay) | Árbitro(s): Gabriela Lourdes Bandeira Popich (Uruguay) |

### Partidos del Sudamericano Sub-17 Ecuador 2011
En el estadio Olímpico de Riobamba se jugaron los siguientes partidos:
| 18 de marzo de 2011, 16:00 | Argentina          | 1:2 (1:1) | Uruguay                     |                                                                      |                                                                      |
|                            | Andrada 41' (pen.) |           | Mascia 36' · San Martín 87' | Asistencia: 18 000 espectadores Árbitro(s): Ricardo Marques (Brasil) | Asistencia: 18 000 espectadores Árbitro(s): Ricardo Marques (Brasil) |

| 18 de marzo de 2011, 18:10 | Perú           | 2:4 (2:1) | Bolivia                         |                                                                      |                                                                      |
|                            | Flores 22' 29' |           | Silva 13' 62' 89' · Banegas 68' | Asistencia: 18 000 espectadores Árbitro(s): Mayker Gómez (Venezuela) | Asistencia: 18 000 espectadores Árbitro(s): Mayker Gómez (Venezuela) |

### Partidos de la Copa América Femenina Ecuador 2014
En el estadio Olímpico de Riobamba se jugaron los siguientes partidos:
| 11 de septiembre de 2014, 17:00 | Uruguay           | 1:3 (1:2) | Venezuela                                                         |                            |                            |
|                                 | Lourdes Viana 42' | Reporte   | Yusmery Ascanio 9' · Gabriela García 23' · Daniuska Rodríguez 71' | Árbitro(s): Zulma Quiñonez | Árbitro(s): Zulma Quiñonez |

| 11 de septiembre de 2014, 19:10 | Ecuador           | 1:0 (0:0) | Perú |                             |                             |
|                                 | Adriana Barre 84' | Reporte   |      | Árbitro(s): Laura Fortunato | Árbitro(s): Laura Fortunato |

| 15 de septiembre de 2014, 17:00 | Colombia                                                                             | 4:1 (2:0) | Venezuela           |                            |                            |
|                                 | Yoreli Rincón 12' · Melissa Ortiz 40' · Oriánica Velásquez 65' · Tatiana Ariza 90+1' | Reporte   | Gabriela García 78' | Árbitro(s): Sirley Cornejo | Árbitro(s): Sirley Cornejo |

| 15 de septiembre de 2014, 19:10 | Uruguay                                  | 2:1 (1:1) | Perú             |                                  |                                  |
|                                 | Mariana Pion 30' · Pamela González 90+2' | Reporte   | Emily Flores 14' | Árbitro(s): María Belén Carvajal | Árbitro(s): María Belén Carvajal |

### Partidos del Campeonato Sudamericano de Fútbol Sub-20 Ecuador 2017
| 18 de enero de 2017, 17:00 | Colombia  | 1:1 (0:0) | Paraguay        |                                                      |                                                      |
|                            | Ceter 89' | Reporte   | S. Ferreira 81' | Asistencia: 9500 espectadores Árbitro(s): Diego Haro | Asistencia: 9500 espectadores Árbitro(s): Diego Haro |

| 18 de enero de 2017, 19:15 | Ecuador | 0:1 (0:0) | Brasil    |                                                              |                                                              |
|                            |         | Reporte   | Vizeu 52' | Asistencia: 12 000 espectadores Árbitro(s): Jonathan Fuentes | Asistencia: 12 000 espectadores Árbitro(s): Jonathan Fuentes |

| 20 de enero de 2017, 17:00 | Brasil | 0:0     | Chile |                                                            |                                                            |
|                            |        | Reporte |       | Asistencia: 2468 espectadores Árbitro(s): Jesús Valenzuela | Asistencia: 2468 espectadores Árbitro(s): Jesús Valenzuela |

| 24 de enero de 2017, 17:00 | Paraguay               | 2:1 (1:0) | Chile    |                                                            |                                                            |
|                            | Báez 33' · Paredes 90' | Reporte   | Jara 82' | Asistencia: 3851 espectadores Árbitro(s): Jonathan Fuentes | Asistencia: 3851 espectadores Árbitro(s): Jonathan Fuentes |

| 24 de enero de 2017, 19:15 | Colombia     | 1:0 (1:0) | Brasil |                                                       |                                                       |
|                            | Valencia 87' | Reporte   |        | Asistencia: 4600 espectadores Árbitro(s): Gery Vargas | Asistencia: 4600 espectadores Árbitro(s): Gery Vargas |

| 26 de enero de 2017, 17:00 | Colombia    | 1:0 (1:0) | Chile |                                                            |                                                            |
|                            | Valencia 5' | Reporte   |       | Asistencia: 8066 espectadores Árbitro(s): Jesús Valenzuela | Asistencia: 8066 espectadores Árbitro(s): Jesús Valenzuela |

| 26 de enero de 2017, 19:15 | Ecuador               | 2:1 (2:0) | Paraguay |                                                           |                                                           |
|                            | Corozo 20' · Lino 22' | Reporte   | Báez 46' | Asistencia: 12 400 espectadores Árbitro(s): Darío Herrera | Asistencia: 12 400 espectadores Árbitro(s): Darío Herrera |

## Galería

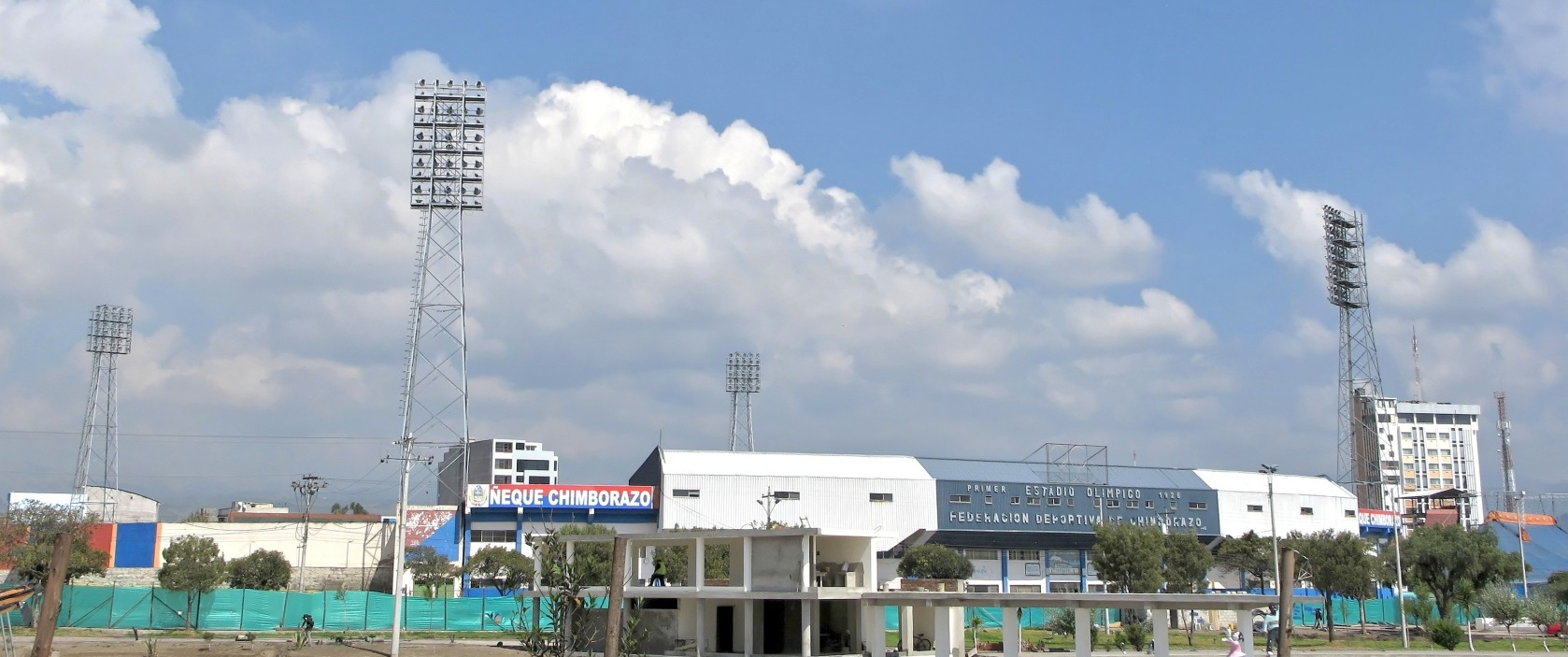
Fachada
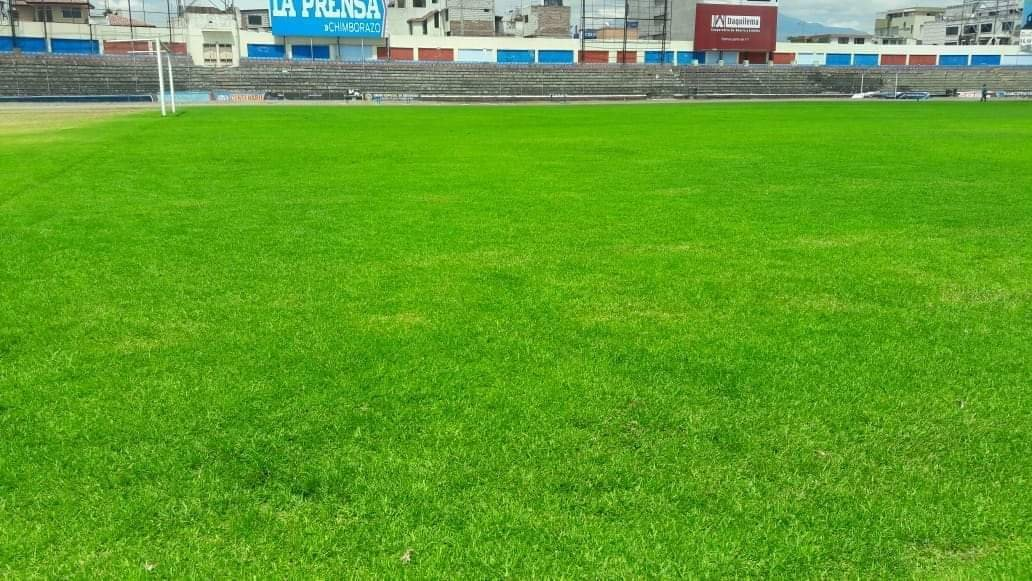
Vista de la cancha
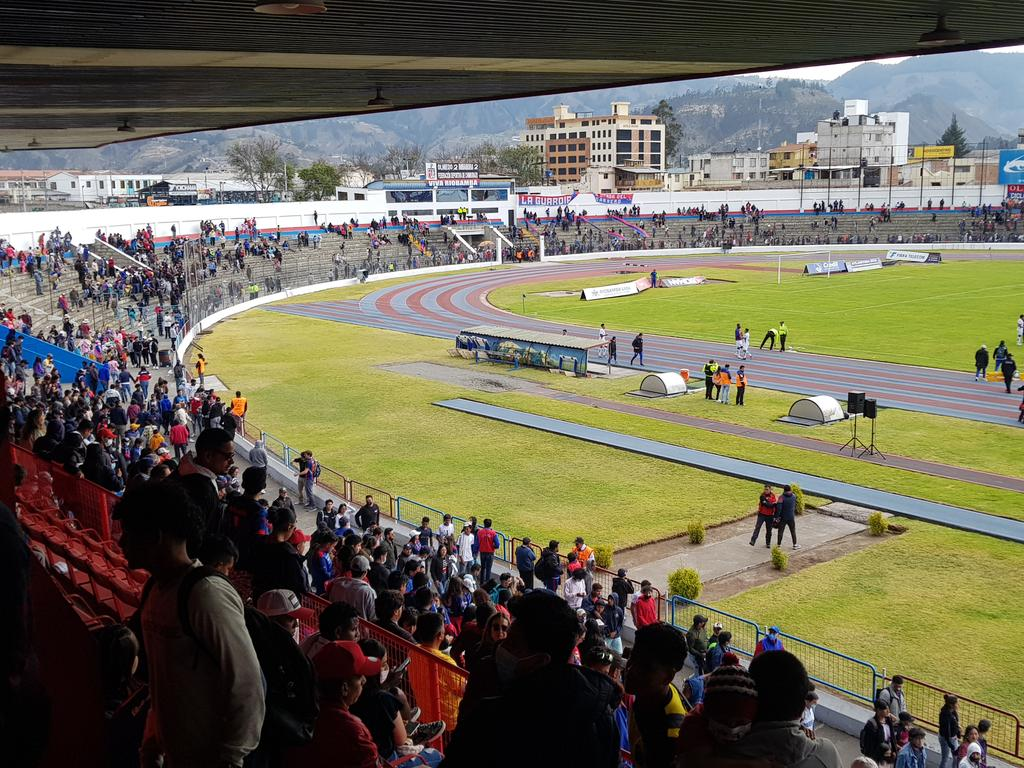
Tribuna principal (vista izquierda)
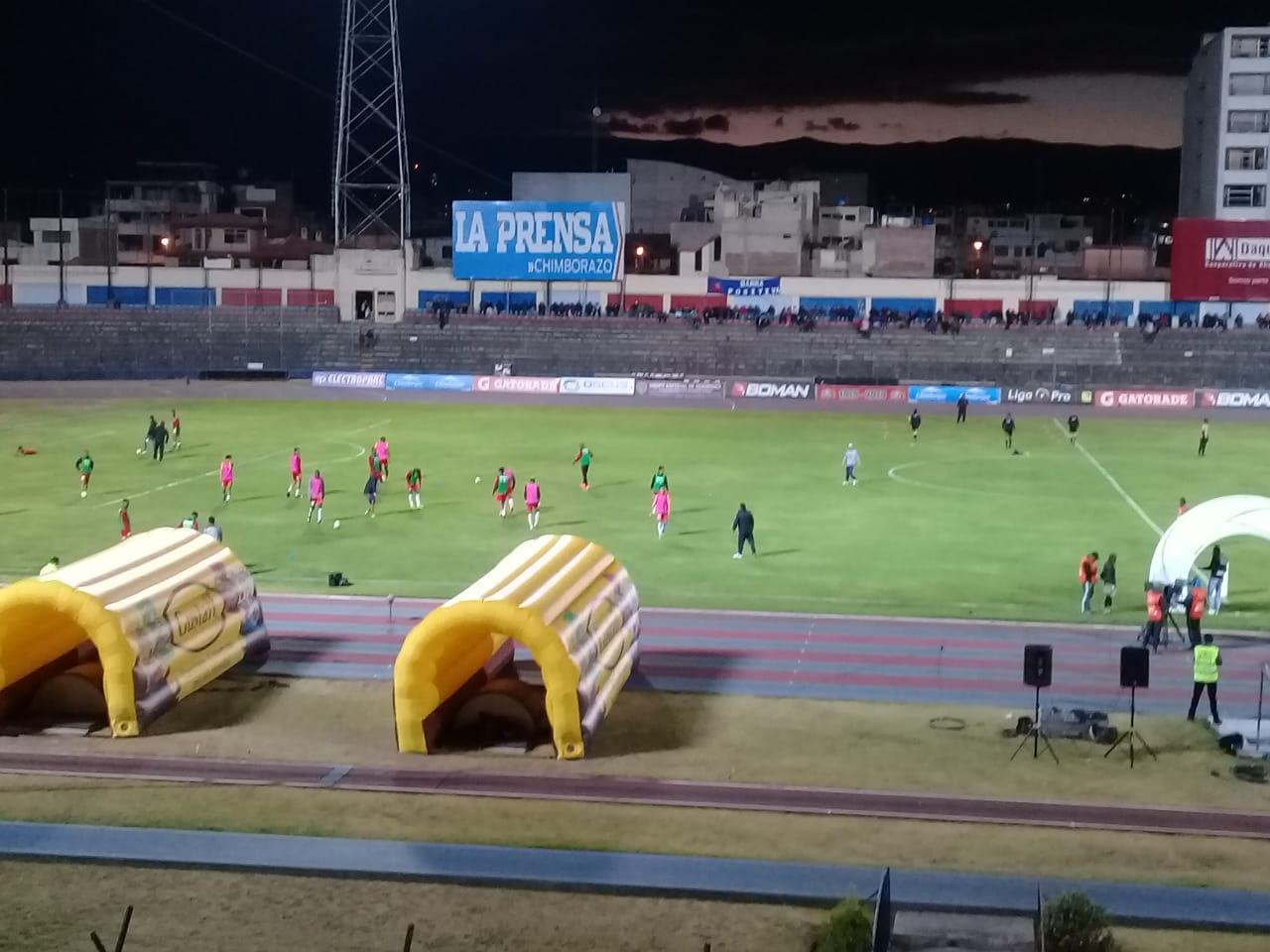
Tribuna principal (vista frontal)
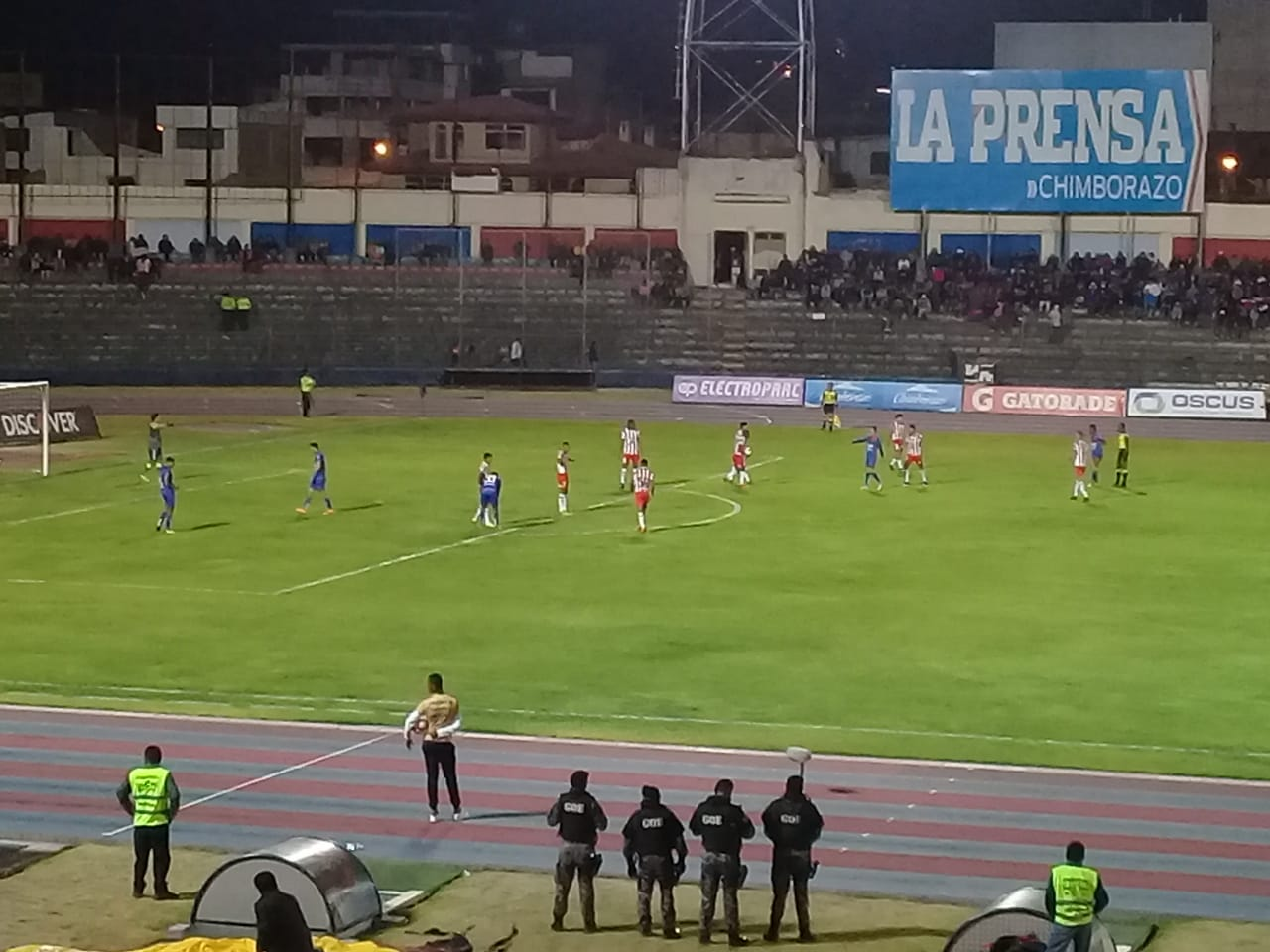
Tribuna principal (vista izquierda)
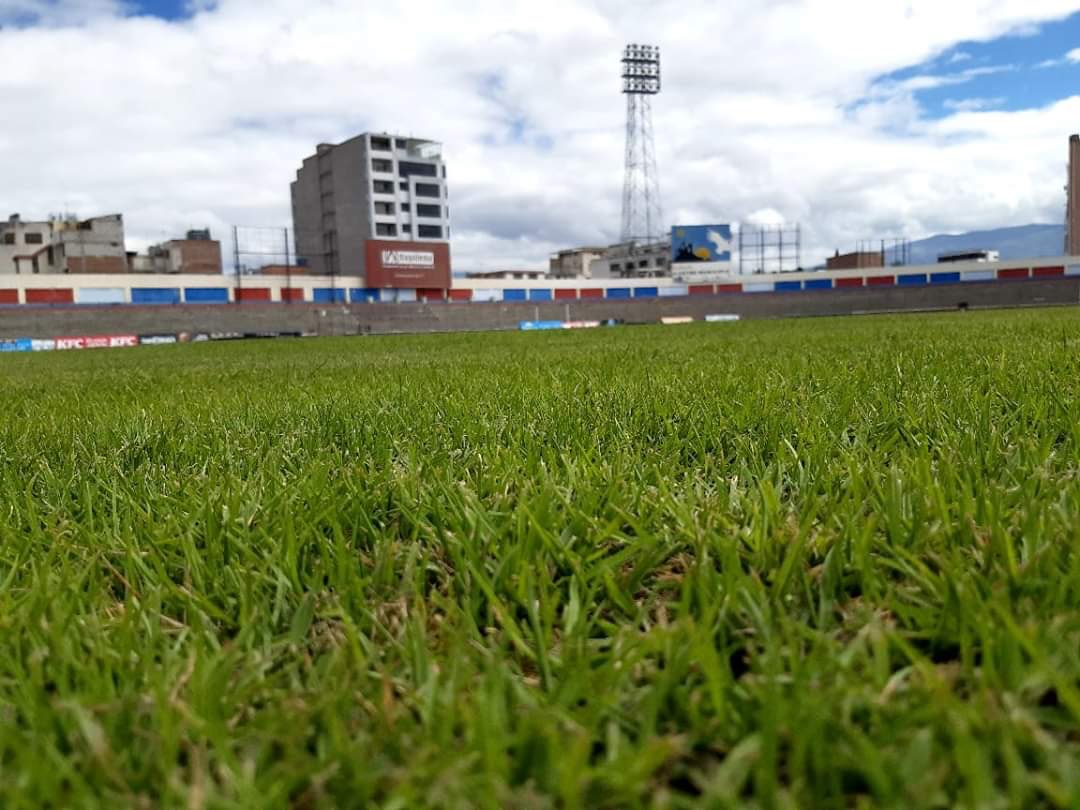
Vista de la cancha